# Marwa Al-Sabouni
Marwa Al-Sabouni (en árabe: مروة الصابوني‎; Homs, 18 de septiembre de 1981) es una arquitecta y escritora siria, que considera que la arquitectura juega un papel importante en el mantenimiento de la paz de una ciudad. Su primer libro, The Battle for Home, fue seleccionado por The Guardian como uno de los mejores libros de arquitectura de 2016. Fue seleccionada como una de las BBC 100 Women en 2019. 

## Infancia y educación
Al-Sabouni nació en Homs. Ella ha afirmado que en Siria los estudiantes con las calificaciones más altas estudian medicina, mientras que los que obtienen calificaciones más bajas estudian ingeniería. Al-Sabouni elegiría estudiar arquitectura. Al-Sabouni notó que no había parques funcionales o espacios culturales cerca de donde vivía. Ella ha hablado sobre su infancia con The Guardian, "No me hacía ilusiones de ser la próxima Zaha Hadid... Sin embargo, la esperanza es ciega, y siempre logra encontrar su camino hacia el corazón humano, incluido el mío ".  Tiene una licenciatura y un doctorado en arquitectura, y en Frank Lloyd Wright una de sus inspiraciones. Su formación universitaria consistió en copiar estilos occidentales, como los hogares estadounidenses en Cape Cod, de los libros de la biblioteca.  Su tesis doctoral, Stereotyping in Islamic Architecture, apareció en deconarch.com.

## Trayectoria Profesional
Cuando estalló la Guerra Civil Siria en 2011, Al-Sabouni tomó la decisión de quedarse en la ciudad en la que había crecido. Pasó dos años escondiéndose, educando en casa a sus dos hijos pequeños y sin ver la luna. Cuando las fuerzas rebeldes abandonaron Siria en 2015, más del 60% del vecindario quedó en escombros. Ella ha hablado sobre la crisis de la vivienda en Siria, con casi la mitad de la población siria viviendo en alojamiento temporal o informal, y cómo la arquitectura contribuyó a su caída. Al-Sabouni cree que la arquitectura de las ciudades es fundamental para su armonía.
La autobiografía de Al-Sabouni, La batalla por el hogar: La visión de una joven arquitecta en Siria fue lanzada en 2016. Considera los roles de los arquitectos y urbanistas en la violencia y los conflictos civiles al corromper las relaciones comunitarias a través de edificios fragmentados. Ella argumenta que se deben hacer esfuerzos para restaurar la paz a través de desarrollos urbanos. Incluye sus propuestas para la reconstrucción del distrito de Baba Amr, diseñando estructuras que aprovechen las formas históricas de Siria para mantener a las comunidades viviendo juntas en armonía. Su diseño incluye planos en forma de árbol que contienen tiendas y espacios comunitarios en troncos, así como apartamentos en sus ramas. Sus esfuerzos buscan restaurar la cohesión social y un sentido de identidad. Fue seleccionado por The Guardian como uno de los mejores libros de arquitectura de 2016. 
Dirige un portal que publica noticias de arquitectura en árabe, la Puerta árabe para noticias de arquitectura, así como una librería en Homs. En 2016, pronunció la charla TED, Cómo la arquitectura de Siria sentó las bases para una guerra brutal, que se ha visto más de un millón de veces. Ha proporcionado asesoramiento experto al Foro Económico Mundial y NPR y la BBC, además de escribir para The Wall Street Journal.

### Premios y distinciones
Sus premios y distinciones incluyen: 
- 2010 Premio Royal Kuwaiti al mejor proyecto de medios
- 2013 Premio del Pergamino de Honor de ONU-Hábitat[7]
- 2017 Premio The Observer Popular Features[23]
- 2018 Finalista del Premio Pritzker de Arquitectura[24]
- 2018 Premio Prince Claus Fund[14]
- 2019 BBC 100 Mujeres[25]

## Vida privada
Al-Sabouni está casada con Ghassan, con quien tiene una hija y un hijo.